# Perotrochus quoyanus
Perotrochus quoyanus (P. Fischer & Bernardi, 1856) é uma espécie de molusco gastrópode marinho da família Pleurotomariidae, nativa da região oeste do oceano Atlântico. Foi a primeira espécie coletada com vida desta família (em 1879, por William Healey Dall, na expedição "Blake"). Originalmente Pleurotomariidae eram descritas apenas em registro fóssil.

## Descrição
Perotrochus quoyanus possui concha em forma de turbante cônico com pouco mais de 6 centímetros. Fenda lateral, típica de Pleurotomariidae, estreita. Base da concha afundada na região umbilical, porém não perfurada. Escultura da superfície da concha constituída de estrias espirais. A concha é de coloração creme, com tons de amarelo a vermelho e laranja que se prolongam por sua base. Interior da abertura, lábio interno e área umbilical, fortemente nacarados.

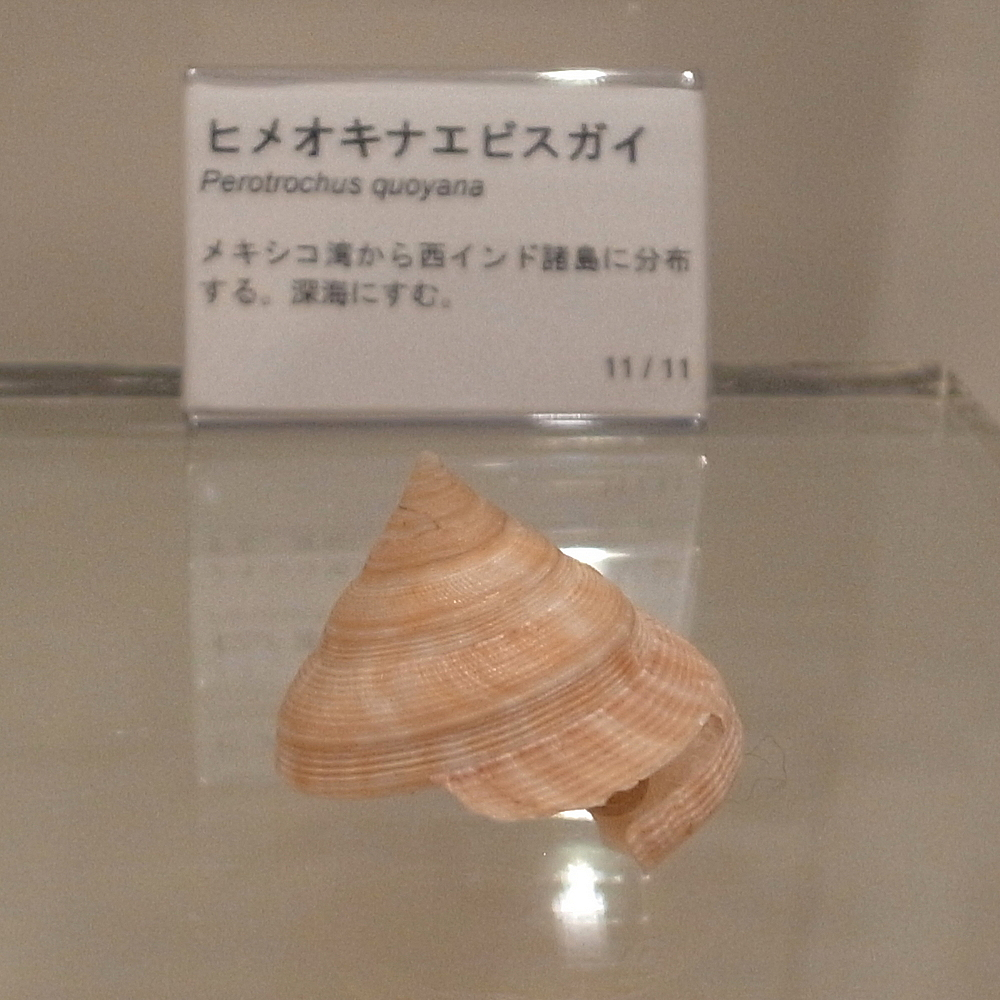
Exemplar de P. quoyanus exposto em museu com a errada denominação de P. quoyana.

## Distribuição geográfica e subespécies
São encontrados em águas profundas do oeste do oceano Atlântico, no Golfo do México (em Iucatã), Venezuela, Cuba, Ilhas Virgens, Trindade e Tobago, existindo uma subespécie da região das Bermudas: Perotrochus quoyanus insularis (Okutani & Goto, 1985).